# Bolanle Austen-Peters
Bolanle Austen-Peters là một luật sư và doanh nhân người Nigeria.

## Cuộc sống ban đầu và giáo dục
Austen-Peters sinh ngày 4 tháng 2 năm 1969. Cô là con gái của tù trưởng Afe Babalola, một cố vấn cao cấp của Nigeria. Cô theo học trường Trung học Chỉ huy Ibadan, Trường Quốc tế Ibadan và Đại học Lagos để theo học đại học và lấy bằng thạc sĩ Luật Quốc tế tại Trường Kinh tế và Khoa học Chính trị Luân Đôn.

## Sự nghiệp
Austen-Peters đã làm việc với công ty luật của cha cô trước khi làm việc với Ủy ban Nhân quyền cao cấp của Liên Hợp Quốc tại Thụy Sĩ và sau đó chuyển sang Ủy ban tị nạn cao cấp của Liên hợp quốc và Chương trình phát triển của Liên hợp quốc. Cô thành lập tổ chức văn hóa, giáo dục và nghệ thuật Nigeria, Terra Kulture năm 2003.
Với việc tạo ra Bolanle Austen-Peters Productions (BAP), vào năm 2013, nhà hát sản xuất SARO the Musical, đã nhận được một số lời khen ngợi và đánh giá từ BBC và Sky news, và từ đó đã sản xuất thêm năm vở kịch. Vào tháng 12 năm 2014 và tháng 4 năm 2015 BAP Productions đã sản xuất SARO the Musical 2  tại Trung tâm Muson liên quan đến âm nhạc, kịch và khiêu vũ. Austen-Peters tiếp tục sản xuất một sản phẩm âm nhạc theo phong cách Broadway mang tên Wakaa The Musical  từ ngày 30 tháng 12 năm 2015 đến ngày 3 tháng 1 năm 2016 tại Trung tâm Muson, Onikan, Lagos.
Wakaa the Musical của BAP Productions là vở nhạc kịch Nigeria đầu tiên được dàn dựng ở West End, London, diễn tại Nhà hát Shaw từ ngày 21 đến 25 tháng 7 năm 2016.
Austen-Peters làm việc với tư cách là Tư vấn viên cho Quỹ Ford Foundation và giúp quyên góp hàng triệu đô la cho Bảo tàng thông qua Hội đồng Nghệ thuật và Kinh doanh.
Năm 2015, cô bắt đầu sản xuất bộ phim 93 Days  (2016), một bộ phim về sự bùng phát dịch Ebola ở Nigeria được công chiếu vào ngày 13 tháng 9 năm 2016 tại Lagos. Nó được chọn để công chiếu và xem tại Liên hoan phim quốc tế Toronto, Liên hoan phim Chicago, Liên hoan phim Pan Phi ở Los Angeles, Liên hoan phim ở New Zealand, Liên hoan phim châu Phi tại Cologne/Đức, và được đề cử cho Giải thưởng RapidLion. Nó cũng nhận được các đề cử cao nhất trong Giải thưởng Lựa chọn Người xem Ảo thuật Châu Phi 2017, tổng cộng mười ba đề cử, nhận giải thưởng dành cho nhà thiết kế ánh sáng tốt nhất. 93 ngày được đề cử ở 7 hạng mục cho Giải thưởng Học viện Điện ảnh Châu Phi 2017, đây là bộ phim được đề cử cao nhất năm 2017 AMAA.

## Cuộc sống cá nhân
Cô đã kết hôn với Adegboyega Austen-Peters, con trai của Olofin Ijaye ở Lagos, và đã có con.